# Chibchanomys orcesi
Chibchanomys orcesi är en art i familjen hamsterartade gnagare som förekommer i Sydamerika.
Denna gnagare har en 10,3 till 10,7 cm lång kropp (huvud och bål), en 10,8 till 12,2 cm lång svans och en vikt av 35 till 50 g. Bakfötterna är 1,9 till 2,4 cm långa och öronen är 0,9 till 1,4 cm stora. Ovansidan är täckt av gråsvart päls och undersidans päls är silvergrå till ljusgrå. De små öronen är gömda i pälsen. I motsats till den andra arten i samma släkte har Chibchanomys orcesi mjuka hår vid bakfotens kanter och ingen kam av styva hår.
Utbredningsområdet ligger i Anderna och sträcker sig från södra Ecuador till centrala Peru. Arten vistas i regioner som ligger 2400 till 3700 meter över havet. Habitatet utgörs av buskstäppen Páramo.
Individerna jagar i klara och snabbt flytande vattendrag efter små fiskar och större larver av ryggradslösa djur som dagsländor och nattsländor. Ett exemplar i fångenskap skapade en jordhåla och var nästan uteslutande nattaktiv.
Arten är allmänt sällsynt och de lämpliga vattendragen är fåtaliga. IUCN listar Chibchanomys orcesi med kunskapsbrist (DD).